# Ectenessidia metallica
Ectenessidia metallica är en skalbaggsart som beskrevs av Dilma Solange Napp och Martins 2006. Ectenessidia metallica ingår i släktet Ectenessidia och familjen långhorningar. Inga underarter finns listade i Catalogue of Life.